# Remyella hawaica
Remyella hawaica là một loài Rêu trong họ Brachytheciaceae. Loài này được Müll. Hal. miêu tả khoa học đầu tiên năm 1896.